# Dungeon Lords
Dungeon Lords ist ein Computer-Rollenspiel des Spieleentwicklers David W. Bradley und seines Entwicklerstudios Heuristic Park für Windows. Das Spiel wurde erstmals 2005 in den USA von Dreamcatcher Interactive und Typhoon Games, in Deutschland von Crimson Cow und dtp entertainment veröffentlicht. 2006 und 2012 wurden zwei weitere, überarbeitete Versionen des Spiels veröffentlicht. Eine Xbox-Version war geplant, wurde jedoch wieder eingestellt. Das Spiel stand insbesondere wegen seiner zahlreichen Fehler bei Erstveröffentlichung in der Kritik.

## Handlung
Der Spieler übernimmt die Rolle eines prophezeiten Helden, der dem Herrscher des Landes, Lord Davenmor, helfen soll. Dessen Tochter Ellowyn wurde entführt, sein Helfer Galdryn ermordet und seine Hauptstadt von feindlichen Kreaturen attackiert. Alle diese Ereignisse stehen in einem Zusammenhang, der zum Untergang des Reiches führen könnte. Verantwortlich für das Chaos ist der Zauberer Volgar, den der Spieler letztlich besiegen muss.

## Spielprinzip
Das Spiel folgt gängigen Rollenspiel-Prinzipien und kann sowohl im Einzelspieler als auch kooperativ im Mehrspieler-Modus gespielt werden. Zu Beginn erstellt der Spieler eine Heldenfigur, für die er Rasse und Klassen sowie unterschiedliche Talente und Fähigkeiten festlegen kann. Das Spiel baut sich aus zahlreichen Quests auf, die der Spieler bei der Erkundung der Spielwelt annehmen kann. Das Kampfsystem funktioniert zwar in Echtzeit, kann im Einzelspieler-Modus jedoch jederzeit pausiert werden, um Heiltränke und ähnliches anzuwenden.

## Veröffentlichungsgeschichte
Der Entwickler versuchte die zahlreichen Programmfehler mit mehreren Updates zu beheben. Die nach der US-Version veröffentlichte deutsche Fassung enthielt bereits mehr Funktionen. Weitere wichtige Spielfunktionen, wie beispielsweise eine Automap, wurden per Patch nachgeliefert. Doch selbst mit der Veröffentlichung des finalen Updates auf die Version 1.4 litt das Spiel noch immer unter Programmfehlern und es fehlten weiterhin mehrere Spielfunktionen.
Im Februar 2006 veröffentlichte Dreamcatcher die Dungeon Lords Collector’s Edition. Neben weiteren Bugfixes erweiterte sie den Spielumfang um neue Quests und Gebiet, zusätzlich Gegenstände, Zauber, Effekte, Monster und neue Möglichkeiten der Charaktergestaltung. Sie trägt die interne Programmversion 1.5, ein Update, das die Ursprungsversion auf den Stand der Collector’s Edition bringt, wurde jedoch nie veröffentlicht. Mit dem Niedergang sowohl des Entwicklers Heuristic Park als auch des Publishers Dreamcatcher, der im November 2006 vom österreichischen Unternehmen JoWooD übernommen und neu ausgerichtet wurde, wurde der technische Support und die Weiterentwicklung für Dungeon Lords schließlich weitgehend eingestellt.
Im November 2007 kündigte JoWooD an, sowohl ein allein lauffähiges Add-on für das dritte Quartal 2008, als auch einen Nachfolger veröffentlichen zu wollen. Im Juni 2008 kündigte JoWooD schließlich die Entwicklung von Dungeon Lords: The Orb and the Oracle an. Im August 2008 veröffentlichte JoWooD nochmals eine Patch für die Collector’s Edition. Die Fortsetzung erschien jedoch, trotz ursprünglicher Ankündigung für Winter 2008, nie. 2011 ging der österreichische Publisher in die Insolvenz und wurde abgewickelt. Stattdessen kündigte der neue Rechteinhaber Nordic Games im April 2012 in Zusammenarbeit mit Heuristic Games Dungeon Lords MMXII an, eine überarbeitete und erweiterte Neuauflage des ursprünglichen Spiels, die am 25. September 2012 veröffentlicht wurde. Im Dezember 2015 veröffentlichte Nordic Games die nochmals überarbeitete Steam Edition des Spiels.

## Rezeption
Dungeon Lords wurde meist negativ bewertet (Metacritic: 45 von 100). Die Erstveröffentlichung wurde häufig als überstürzt kritisiert, das Spiel als unfertig oder auch als Beta-Version bezeichnet. Grund waren vor allem eine große Zahl an Bugs in der ersten Verkaufsfassung mit der Versionsnummer 1.0. Viele Spieler stießen beim Spielen auf gravierende Probleme, wie plötzlich aus dem Inventar verschwundene, wichtige Handlungsgegenstände, feststeckende Nicht-Spieler-Charaktere, fehlende Schlüssel, Türen, die sich nicht öffnen ließen, und nicht funktionierende Buttons der grafischen Benutzeroberfläche usw. Der Tester der Website game-over.net beschwerte sich: „Dungeon Lords markiert einen neuen Tiefststand dafür, wie unvollständig ein Computerspiel sein kann und trotzdem veröffentlicht wird.“
Trotz dieser technischen Mängel wurden dem Spiel aber auch Stärken wie ein interessantes Echtzeit-Kampfsystem und ein flexibles Charaktersystem bescheinigt. Für die deutsche Version lobten die Tester zudem die deutsche Sprachausgabe. Trotz der verhaltenen Kritiken wurde das Spiel mehr als eine Million Mal verkauft.